# Maracaynatum stridulans
Maracaynatum stridulans – gatunek kosarza z podrzędu Laniatores i rodziny Samoidae.

## Występowanie
Gatunek wykazany z Kuby.